# Cryptocarya bernhardiensis
Cryptocarya bernhardiensis är en lagerväxtart som beskrevs av C. K. Allen. Cryptocarya bernhardiensis ingår i släktet Cryptocarya och familjen lagerväxter. Inga underarter finns listade i Catalogue of Life.